# Yasmine Assal
Pour les articles homonymes, voir Assal.
Yasmine Assal, née le 18 août 1985, est une nageuse tunisienne.

## Carrière
Lors des Jeux africains de 2003 à Abuja, Yasmine Assal remporte deux médailles de bronze, sur 4 × 100 m nage libre et sur 4 × 200 m nage libre.